# El Lago, Texas
El Lago là một thành phố thuộc quận Harris, tiểu bang Texas, Hoa Kỳ. Năm 2010, dân số của xã này là 2706 người.

## Dân số
- Dân số năm 2000: 3075 người.
- Dân số năm 2010: 2706 người.